# Nutshell
"Nutshell" é uma música composta pela banda de rock americana Alice in Chains, e fez parte do EP acústico Jar of Flies de 1994. A canção também está presente no álbum Unplugged de 1996. Desde 2011, o guitarrista/vocalista Jerry Cantrell sempre dedica "Nutshell" para Layne Staley e Mike Starr nos shows do Alice in Chains.

## Créditos
- Layne Staley – vocais
- Jerry Cantrell – guitarra elétrica e guitarra acústica
- Mike Inez – baixo
- Sean Kinney – bateria, percussão